# Rzędziwojowice
Rzędziwojowice (deutsch Geppersdorf) ist ein Dorf in der Gmina Niemodlin, im Powiat Opolski, der Woiwodschaft Oppeln im Südwesten von Polen.

## Geographie

### Geographische Lage
Das Straßendorf Rzędziwojowice liegt etwa vier Kilometer nördlich vom Gemeindesitz Niemodlin (Falkenberg) und etwa 26 Kilometer westlich von der Kreisstadt und Woiwodschaftshauptstadt Oppeln. Rzędziwojowice liegt in der Nizina Śląska (Schlesische Tiefebene) innerhalb der Równina Niemodlińska (Falkenberger Ebene).
Im Norden verläuft die Autostrada A4. Nördlich des Dorfes liegen die beiden See Wołowski, Komorzno und Czarny. 

### Nachbarorte
Nordwestlich von Rzędziwojowice liegt Magnuszowiczki (dt. Klein Mangersdorf), im Süden Gościejowice (Heidersdorf) und im Westen Szydłowiec Śląski (Schedlau).

## Geschichte
Das Dorf Geppersdorf wurde 1335 erstmals als villa Gotfridi erwähnt. 1534 wurde das Dorf als Gopperstorff erwähnt.
Nach dem Ersten Schlesischen Krieg 1742 fiel Geppersdorf mit dem größten Teil Schlesiens an Preußen.
Nach der Neuorganisation der Provinz Schlesien gehörte die Landgemeinde Geppersdorf ab 1816 zum Landkreis Falkenberg O.S. im Regierungsbezirk Oppeln. 1845 bestand das Dorf aus 81 Häusern und einer evangelischen Schule. Im gleichen Jahr lebten in Geppersdorf 443 Menschen, davon 38 katholische. 1855 lebten 407 Menschen im Ort. 1865 zählte das Dorf 1 Schulzenhof, 20 Bauern-, 16 Gärtner- und 13 Häuslerstellen. Die evangelische Schule wurde im gleichen Jahr von 63 Kindern besucht. 1874 wurde der Amtsbezirk Brande gegründet, welcher aus den Landgemeinden Brande und Geppersdorf und den Gutsbezirken Brande und Geppersdorf bestand. 1885 zählte Geppersdorf 365 Einwohner.
1933 lebten in Geppersdorf 381 Menschen. Im Jahr 1939 zählte das Dorf 374 Einwohner. Von 1940 bis 1941 befand sich ein Zwangsarbeiterlager für jüdische Frauen im Dorf. Bis Kriegsende 1945 gehörte der Ort Geppersdorf zum Landkreis Falkenberg O.S.
Geppersdorf wurde am 8. Februar 1945 von der Roten Armee eingenommen. Ein Großteil der Bevölkerung war bereits zuvor geflüchtet. 1945 kam der bisher deutsche Ort Geppersdorf unter polnische Verwaltung und wurde in Rzędziwojowice umbenannt. Im Laufe des Jahres 1945 kam ein Teil der deutschen Dorfbevölkerung zurück ins Dorf. Am 21. Juni 1946 wurde die noch verbliebene deutsche Bevölkerung im Dorf vertrieben. 1950 kam der Ort zur Woiwodschaft Oppeln. 1999 kam der Ort als Teil der Gmina Niemodlin zum wiedergegründeten Powiat Opolski.